# مورچه‌یاب

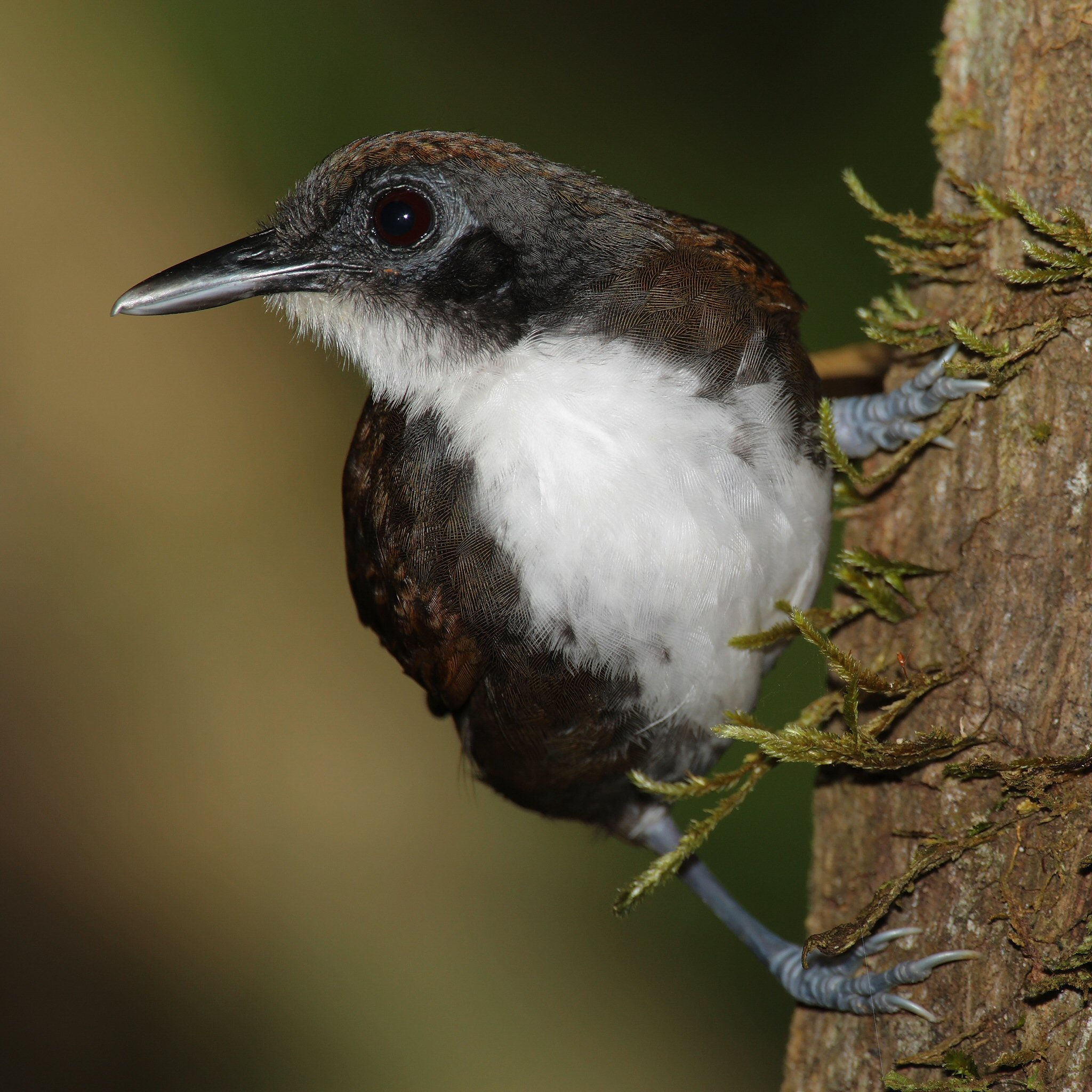
مورچه‌مرغ دورنگ یک مورچه‌یاب اجباری است.

مورچه‌یاب‌ها (به انگلیسی: Ant follower) پرندگانی هستند که با دنبال کردن دسته‌ای از مورچه‌های ارتشی تغذیه می‌کنند و طعمه‌های رهاشده توسط آن مورچه‌ها را می‌گیرند. شناخته‌شده‌ترین مورچه‌یاب‌ها ۱۸ گونه از مورچه‌مرغ‌های تیرهٔ Thamnophilidae هستند، اما خانواده‌های دیگری از پرندگان نیز ممکن است از مورچه‌ها پیروی کنند، از جمله توکاها، چک‌ها، هابیاها، کوکوها، دم‌درازها و چوب‌خزک‌ها.